# Heinrich Heitsch
Oskar Christian Heinrich Heitsch (* 10. September 1916 in Spremberg; † 31. März 1986 in Dresden) war ein Generalleutnant der Nationalen Volksarmee (NVA) der DDR und stellvertretender Kommandeur der Militärakademie Dresden.

## Leben und militärische Laufbahn
Er wuchs als Sohn eines Berufsoffiziers auf, der im Kaiserreich und der Weimarer Republik diente. Der Vater Alfred Walter Heitsch war Hauptmann und Bataillonskommandeur, die Mutter Clara Bertha Alice geb. Brendler Hausfrau. Nach der Grundschulzeit in Neusalza-Spremberg (1922–1930) erfolgte von 1930 bis 1934 der Besuch der Oberschule mit dem Abitur-Abschluss. Heitsch war Oberbannführer bei der Hitlerjugend, ein Parteieintritt später war Berufssoldaten untersagt. Wie sein Vater sah der Abiturient Heinrich Heitsch die weitere Zukunft als Berufsoffizier und verpflichtete sich für den Dienst in der Teilstreitkraft Heer der Wehrmacht, der er von 1935 bis 1945 angehörte. Er wurde 1938 zum Leutnant ernannt, später bis zum Major befördert. Er diente als Stabsoffizier in Infanterie-Divisionen und anschließend im Generalstab des Heeres bis Ende des Zweiten Weltkriegs. Danach war Major Heitsch bis 1949 in sowjetischer und polnischer Gefangenschaft.

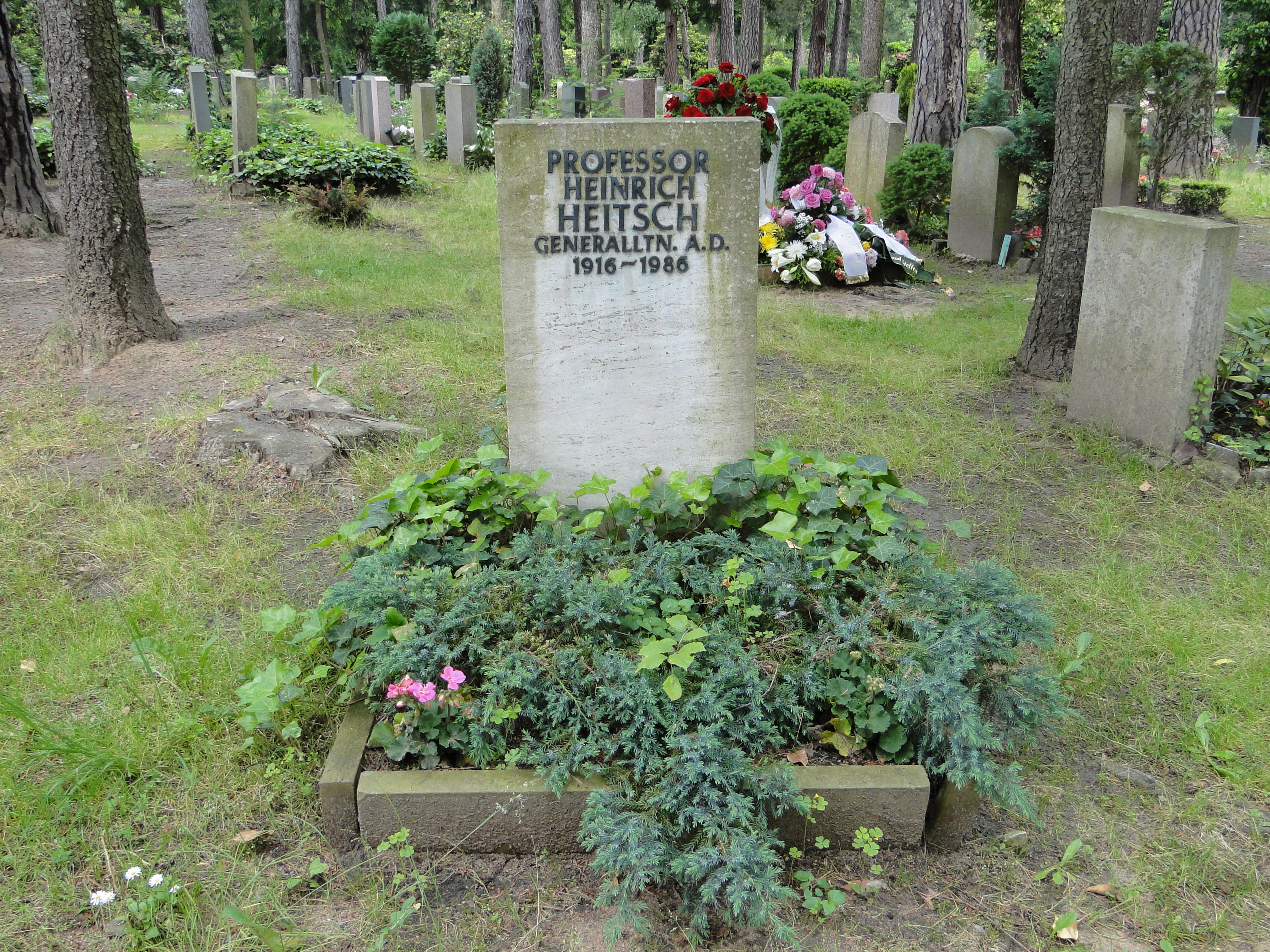
Grab auf dem Urnenhain Tolkewitz

### Karriere in unterschiedlichen bewaffneten Organen
Im Verlauf des Jahres 1949 kehrte er in die damalige Sowjetische Besatzungszone (SBZ) zurück. Am 15. September 1949, wenige Wochen vor der Gründung der DDR am 7. Oktober, trat er dem neuen bewaffneten Organ Hauptverwaltung Ausbildung (HVA) bei, das neben der Hauptverwaltung Deutsche Volkspolizei (HVDVP) und Hauptverwaltung Seepolizei (HVS) eine tragende Säule des Ministeriums des Innern (MdI) in der SBZ, der späteren DDR, verkörperte. Die HVA war der Vorgänger der Kasernierten Volkspolizei (KVP). Bis 1950 agierte Heinrich Heitsch als Stabschef der Verwaltung für Schulung bei der Hauptverwaltung Ausbildung des Ministeriums des Innern und ab 1. Oktober 1949 zugleich als Chefinspekteur. In den Jahren 1950 bis 1951 war er Offizier zur besonderen Verwendung (z. b. V.) im Stab der Hauptverwaltung Ausbildung und danach bis 1953 Chef der Rückwärtigen Dienste der HVA der am 1. Juli 1952 gegründeten Kasernierten Volkspolizei in Berlin-Adlershof. Er wurde 1952 Mitglied der Sozialistischen Einheitspartei Deutschlands (SED). Am 1. Oktober des gleichen Jahres erfolgte die Ernennung zum Generalmajor. Von 1953 bis 1955 leitete Heinrich Heitsch die Volkspolizeischule für Infanterie im sächsischen Döbeln.

### Hochschulstudium in der UdSSR
Generalmajor Heitsch absolvierte anschließend von 1955 bis 1957 ein Studium an der Militärakademie des Generalstabes der Russischen Streitkräfte in der UdSSR in Moskau. Nach dem Studium – zwischenzeitlich war in der DDR am 1. März 1956 die Nationale Volksarmee gegründet worden – bekleidete er von 1957 bis 1977 die Dienststellung als 1. Stellvertreter des Kommandeurs der Hochschule für Offiziere der NVA in Dresden, der späteren Militärakademie „Friedrich Engels“. Vom 1. Juni 1963 bis 30. April 1964 war Generalmajor Heitsch mit der Führung als Kommandeur der höchsten militärischen Lehreinrichtung der DDR beauftragt. Am 7. Oktober 1977, dem 28. Jahrestag der DDR, erfolgte die Beförderung zum Generalleutnant. Im Alter von 61 Jahren wurde er am 30. November 1977 aus dem aktiven Wehrdienst verabschiedet. Für seine Verdienste in der NVA erhielt er die Auszeichnungen „Vaterländischer Verdienstorden“ in Gold und Kampforden „Für Verdienste um Volk und Vaterland“ in Gold. Heitsch verstarb 1986 in Dresden und wurde auf dem Urnenhain Tolkewitz beigesetzt.